# Aridarum
Aridarum — род многолетних вечнозелёных травянистых растений семейства Ароидные (Araceae).

## Ботаническое описание
Многолетние вечнозелёные травы, от маленьких до среднего размера.
Стебли стелющиеся, на конце восходящие, иногда довольно длинные.

### Листья
Листьев несколько, расположенных по спирали или иногда двурядно. Влагалища длинные, с опадающим язычком. Листовая пластинка кожистая, от линейной до эллиптической, с трубчатым окончанием на вершине. Первичные боковые жилки перистые, слабозаметные или незаметные, соединяются в заметную общую краевую жилку; жилки более высокого порядка параллельно-перистые.

### Соцветия и цветки
Соцветие единичное, иногда склонённое. Покрывало эллипсоидное, несжатое, свёрнутое и раскрытое только у вершины или широколодковидное и широко раскрытое от основания, нижняя часть неопадающая, зелёная, верхняя часть недолговечная, белая, от острой до заострённой на вершине.
Початок цилиндрический, обычно с несколькими стерильными цветками у самого основания; женская зона цилиндрическая, короче мужской и отделена от неё толстой зоной стерильных цветков, мужская зона одинаковой толщины со стерильной зоной, на вершине с более короткой стерильной зоной, тупая.
Цветки однополые, околоцветник отсутствует. Мужской цветок с одной — двумя тычинками; нити от заметных до очень коротких, от свободных до сросшихся, от слегка соединённых до глубоковыемчатых; теки располагаются друг против друга или с одной стороны, внутри или снаружи соединительной впадины, на вершине вытянуты в длинный или короткий рожок, вскрывающиеся верхушечной порой. Пыльца эллипсоидно-продолговатая, маленькая (более 23 мкм). Женский цветок: гинецей мелкий, сжатый с боков, от полушестиугольного до полушаровидного; завязь одногнёздная; семяпочек много, от ортотропных до полуортотропных; фуникул заметный, вертикальный; плацента базальная; рыльце сидячее, по центру немного вогнутое, такой же ширины, как и завязь, смыкается с соседними рыльцами.

### Плоды
Соплодие от шаровидного до слегка удлинённого. Плоды — ягоды от шаровидных или эллипсоидных до цилиндрических, с остатками рылец.
Семена эллипсоидные, удлинённые; теста продольноребристая; зародыш удлинённый; эндосперм имеется.

## Распространение
Встречается на северо-западе Калимантана.
Растёт в тропических влажных лесах; реофит.

## Виды
По информации базы данных The Plant List, род включает 10 видов:
- Aridarum borneense (M.Hotta) Bogner & A.Hay
- Aridarum burttii Bogner & Nicolson
- Aridarum caulescens M.Hotta
- Aridarum crassum S.Y.Wong & P.C.Boyce
- Aridarum incavatum H.Okada & Y.Mori
- Aridarum minimum H.Okada
- Aridarum montanum Ridl. typus
- Aridarum nicolsonii Bogner
- Aridarum purseglovei (Furtado) M.Hotta
- Aridarum rostratum Bogner & A.Hay